# Chronische Neutrophilenleukämie
Die chronische Neutrophilenleukämie (CNL) ist eine sehr seltene Erkrankung des blutbildenden Systems und wird zu den myeloproliferativen Neoplasien (im Sinne der WHO-Klassifikation 2008) gezählt.

## Epidemiologie
Die Erkrankung ist sehr selten und die genaue Inzidenz ist unbekannt (in der Literatur wurden bisher weniger als 100 Fälle beschrieben). Männer und Frauen scheinen etwa gleich häufig betroffen zu sein. Die Erkrankung tritt meist im höheren Erwachsenenalter auf.

## Klinische Besonderheiten
Die CNL ist durch eine Vermehrung von neutrophilen Granulozyten im Blut und Knochenmark gekennzeichnet. Es besteht eine Vergrößerung von Leber und Milz (Hepatosplenomegalie).

## Immunphänotyp und Genetik
Immunzytologisch zeigt die CNL keine spezifischen Besonderheiten. Zytogenetisch zeigt sich meist ein normaler Karyotyp. Im Jahr 2013 wurden mehrere wissenschaftliche Arbeiten publiziert, in denen bei Patienten mit CNL somatische (d. h. erworbene, nicht geerbte) Mutationen im Gen CSF3R (colony stimulating factor 3 receptor) auf Chromosom 1 berichtet wurde. Diese Mutationen scheinen mit hoher Prävalenz und Spezifität bei CNL vorzukommen, so dass sie sich als diagnostischer Marker eignen. In einem Teil der Fälle finden sich begleitende Mutationen im Gen SETBP1.

## Diagnostische Kriterien
Die Diagnose kann aufgrund des Vorliegens von bestimmten Kriterien gestellt werden:
- Leukozytose > 25/nl im peripheren Blut:

- >80 % der Leukozyten sind segmentkernige Granulozyten
- <10 % der Leukozyten sind granulozytäre Vorstufen (Metamyelozyten, Myelozyten, Promyelozyten)
- <1 % der Leukozyten sind Myeloblasten

- hyperzelluläres Knochenmark:

- Vermehrung der neutrophilen Granulozyten
- <5 % Myeloblasten
- keine Reifungsstörungen bei den Neutrophilen

- Hepatosplenomegalie
- kein anderer Grund für eine Neutrophilenvermehrung:

- keine chronische Infektion oder entzündliche Erkrankung
- keine zugrunde liegende Tumorerkrankung

- kein Philadelphia-Chromosom oder BCR-ABL-Onkogen
- keine andere myeloproliferative Erkrankung (Polycythaemia vera, Essentielle Thrombozythämie, Osteomyelofibrose)
- kein myelodysplastisches Syndrom, keine chronische myelomonozytäre Leukämie

Aus den Kriterien wird deutlich, dass die Diagnose einer CNL in der Regel als Ausschlussdiagnose gestellt wird. D. h. erst müssen andere, wesentlich häufigere Erkrankungen ausgeschlossen werden, bevor die Diagnose einer CNL gestellt werden kann. Die wesentlichen Unterschiede zur CML sind: 1. kein Nachweis von BCR-ABL oder Philadelphia-Chromosom, 2. ganz überwiegend nur Vermehrung der reifen Neutrophilen, kaum der unreifen Vorstufen.

## Therapie
Es gibt aufgrund der Seltenheit der Erkrankung keine Therapiestudien. Die Erkrankung kann mit milden zytoreduktiven Medikamenten wie Hydroxyurea behandelt werden. Ein Therapieversuch mit Interferon alpha ist ebenfalls möglich. Liegt eine CSF3R-Mutation vor, sollte ein Therapieversuch mit Dasatinib oder Ruxolitinib unternommen werden.